# Sa'ad Al-Houti
Sa'ad Al-Houti (24 maggio 1954) è un ex calciatore kuwaitiano, di ruolo centrocampista.

## Carriera

### Nazionale
Con la nazionale kuwaitiana ha vinto la Coppa d'Asia 1980 ed ha partecipato ai Mondiali del 1982, oltre che ai Giochi Olimpici del 1980.